# Leopold Reimann
Leopold Rudolf Reimann foi um piloto e ás da aviação alemão da Primeira Guerra Mundial. Durante a sua carreira, abateu cinco aeronaves inimigas, fazendo dele um ás.
Conseguiu a primeira vitória aérea da Jasta 1. Transferido para a Jasta 2, abateu mais três aeronaves e, no dia 22 de Outubro de 1916, Reimann abateu o seu último inimigo, o piloto americano John Ruskin Watts. Reimann foi morto num acidente de aviação, a 24 de Janeiro de 1917.